# Stazione di Olbia
Stazione di Olbia vasútállomás Olaszországban, Szardínia régióban, Olbia településen.

## Vasútvonalak
Az állomást az alábbi vasútvonalak érintik:
- Cagliari–Golfo Aranci Marittima-vasútvonal

## Kapcsolódó állomások
A vasútállomáshoz az alábbi állomások vannak a legközelebb: 
- Stazione di Rudalza
- Olbia Terranova railway station
- Olbia Marittima Isola Bianca railway station